# Assassin's Creed: Rogue
Assassin's Creed: Rogue è un videogioco sviluppato da Ubisoft Sofia e pubblicato da Ubisoft. Sequel di Assassin's Creed IV: Black Flag, si tratta del settimo capitolo ufficiale della serie Assassin's Creed.
Il titolo è stato pubblicato per le piattaforme PlayStation 3 e Xbox 360 l'11 novembre 2014 in Nord America e il 13 novembre 2014 in Europa, lo stesso giorno del suo sequel diretto Assassin's Creed: Unity. È disponibile per Microsoft Windows dal 10 marzo 2015.
Una versione remastered è stata pubblicata per PlayStation 4 e Xbox One il 20 marzo 2018. È stato pubblicato il 6 dicembre 2019 su Nintendo Switch in una versione intitolata Assassin's Creed: The Rebel Collection che include anche Assassin's Creed IV: Black Flag.

## Trama
Nel 1752, Shay Patrick Cormac (Steven Piovesan) è una nuova recluta della Confraternita coloniale degli Assassini, dal potenziale che pareggia la sua insubordinazione. Mentre Shay si allena con il capitolo del Nord Atlantico sotto la guida del Mentore Assassino Achille Davenport (Roger Aaron Brown), l'Assassino Adéwalé (Tristan D. Lalla) arriva con la notizia che Port-au-Prince è stata devastata dal un terremoto durante la ricerca di un sito Precursore. Grazie alla sua esperienza di capitano di navi, Shay viene incaricato di recuperare dai Templari una scatola dei Precursori e un manoscritto collegato al tempio. Tuttavia, Shay inizia a dubitare delle motivazioni degli Assassini dopo che questi rifiutano di dialogare con i Templari, ordinando invece a Shay di assassinarli a prescindere dalle circostanze.
Nel 1754, dopo aver recuperato la scatola e il manoscritto, Shay li consegna a Benjamin Franklin (Rick Jones), i cui esperimenti sulla scatola generano una mappa che mostra l'ubicazione di altri templi dei Precursori nel mondo. Ordinato di indagare su un tempio a Lisbona, Shay inavvertitamente scatena un devastante terremoto quando cerca di rimuovere il Pezzo di Eden al suo centro, lasciandolo in preda ai sensi di colpa. Deducendo che Port-au-Prince è stata distrutta in modo simile, Shay è inorridito nell'apprendere che Achille intende continuare la ricerca dei Pezzi dell'Eden, mettendo in pericolo altre vite. Ruba il manoscritto e tenta di fuggire con esso, ma viene messo alle strette dalla Confraternita. Shay viene colpito e dato per morto prima che possa distruggere il manoscritto.
Gettato alla deriva, Shay viene trovato dal colonnello George Munro (Graham J. Cuthbertson), che lo salva e lo affida alle cure di simpatizzanti dei templari a New York. Dopo essersi ripreso nel 1756, Shay ripulisce le bande alleate degli Assassini che estorcono i cittadini, attirando l'attenzione di Monro, che lo convince a migliorare la vita degli altri. Dopo aver ripreso la sua nave, la Morrigan, dagli Assassini e aver reclutato Christopher Gist (Richard M. Dumont) come suo quartiermastro, Shay accetta di assistere i suoi nuovi alleati Templari. Scoprendo che gli Assassini non hanno rinunciato alla ricerca dei Pezzi dell'Eden, Shay dà loro la caccia. Dopo aver ucciso Le Chasseur (Chimwemwe Miller), Kesegowaase (Danny Blanco-Hall), Adéwalé, Hope Jensen (Patricia Summersett) e Louis-Joseph Gaultier de La Vérendrye (Marcel Jeannin) negli anni successivi, rimangono solo due membri della Confraternita Coloniale: Achille e il suo secondo in comando, Liam O'Brien (Julian Casey), un tempo migliore amico di Shay.
Shay e il Gran Maestro Templare Haytham Kenway (Adrian Hough) inseguono gli Assassini fino all'Artico, dove si trova un altro Tempio. Dopo aver eliminato la spedizione degli Assassini, Shay e Haytham entrano nel Tempio per trovare Liam e Achille, che hanno capito che l'artefatto è un mezzo per stabilizzare il mondo, non un'arma per controllarlo. Durante il confronto, l'artefatto viene accidentalmente distrutto, scatenando un altro terremoto. Mentre i quattro fuggono, Shay e Liam si sfidano a duello e quest'ultimo viene ferito a morte. Shay torna alla sua nave mentre Haytham sopraffà Achille. Shay persuade Haytham a risparmiare Achille, per assicurarsi che la conoscenza dei Templi non vada persa, in modo che gli Assassini non li inseguano di nuovo. Haytham accetta, ma azzoppa Achille.
Incaricato da Haytham di recuperare la scatola dei Precursori dagli Assassini, Shay trascorre i sedici anni successivi a cercarla. Nel 1776, con l'aiuto di Benjamin Franklin, Shay si infiltra nel Palazzo di Versailles in Francia e uccide l'Assassino Charles Dorian (padre di Arno Victor Dorian) per ottenere la scatola. Riafferma il suo impegno per la causa templare e suggerisce ai Templari di iniziare presto la propria rivoluzione.
Ai giorni moderni, il giocatore è un impiegato senza nome dell'Abstergo Entertainment incaricato di ricercare i ricordi di Shay. Durante le indagini, il giocatore fa scattare inavvertitamente un file di memoria nascosto che infetta i server dell'Animus. La Abstergo viene messa in isolamento e il giocatore deve ripulire i server Animus vivendo i ricordi di Shay. Juhani Otso Berg (Andreas Apergis), un anziano Templare, ordina al giocatore di caricare i ricordi di Shay sui server degli Assassini, per indebolire la loro determinazione. La Confraternita risponde tagliando le comunicazioni. In una scena a metà dei titoli di coda, Berg ringrazia il giocatore per il suo aiuto e gli offre una scelta: unirsi ai Templari o morire. La decisione del giocatore non viene rivelata.

## Modalità di gioco

### Mappa
A differenza di Assassin's Creed IV: Black Flag, Rogue non è ambientato in unico open-world ma la mappa è divisa in tre settori: Nord Atlantico, River Valley e New York; i primi due combinano un ambiente marino con alcune location terrestri, la terza è un'area completamente terrestre. Ciascuna delle mappe è divisa in aree sbloccabili distruggendo forti navali (nel caso del Nord Atlantico o della River Valley) o conquistando centri occupati da bande criminali (nel caso di New York). New York, l'unico ambiente esclusivamente terrestre, si divide in sei quartieri, sbloccabili dopo aver sconfitto le bande criminali che li attanagliano. I quartieri sono: Villaggio dell'Est, Fattoria Stuyvesant, Lungomare, Manhattan sud, Greenwich e Fattoria del Re.

### Dinamiche navali e combattimento
Il gameplay di Rogue è abbastanza simile a quello del suo predecessore, Assassin's Creed IV: Black Flag. Come per il precedente capitolo, il gioco si divide in due modalità: una relativa all'ambiente terrestre, esplorabile dal giocatore e una relativa all'ambiente marino, percorribile con la nave di Shay, la Morrigan. L'ambiente marino è percorso da numerosi navi che il giocatore può distruggere o abbordare. In caso di abbordaggio, dopo aver distrutto la nave nemica si dovrà salire a bordo e uccidere la ciurma nemica con la propria. Se la propria ciurma viene sconfitta, la partita è persa. Una volta conquistata una nave se ne prenderanno le merci e la ciurma. Le merci ottenibili sono il metallo, il legno, il tessuto, la pietra, il tabacco; i primi sono utili per i restauri o per potenziare la Morrigan, l'ultimo invece può essere venduto a un prezzo molto elevato. Come per Black Flag, è possibile potenziare la propria nave nella cabina del capitano o in un Portuale. Per i potenziamenti sono necessari denaro e risorse, oltre che, nel caso dei potenziamenti più avanzati, progetti che sarà possibile recuperare durante l'esplorazione della mappa.
La Morrigan ha un pescaggio meno profondo rispetto alla Jackdaw di Edward Kenway in Black Flag, consentendogli di viaggiare anche sui fiumi. L'ambiente artico del Nord Atlantico aggiunge funzionalità al gameplay navale e all'esplorazione, poiché alcuni iceberg possono essere speronati con un rompighiaccio. Tuttavia, le missioni di immersione subacquea presenti in Black Flag non esistono dato che nuotare nelle acque gelide del Nord Atlantico causa un rapido esaurimento della salute del giocatore, sebbene Shay sia in grado di nuotare nelle acque più meridionali dell'area della River Valley.
Il giocatore dispone di un vasto arsenale, come le lame celate, spade, pistole, fucili ad aria compressa, lanciagranate, bombe fumogene, dardi da corda e pugnale da lancio. Il fucile ad aria compressa, similmente alla cerbottana di Black Flag, consente al giocatore di eliminare silenziosamente i nemici a distanza e può essere equipaggiato con una varietà di proiettili diversi, come petardi. Il giocatore può anche usarlo come lanciagranate, che spara granate a schegge e altri carichi. Gli Assassini nemici hanno abilità che i giocatori hanno utilizzato durante tutto il corso della serie; possono nascondersi tra i cespugli, confondersi con la folla ed eseguire omicidi aerei contro il giocatore.

## Personaggi

### Templari
- Shay Patrick Cormac: protagonista del gioco, è un marinaio americano ed un importante membro dell'Ordine dei Templari, nonché uno dei principali fautori dell'annientamento del ramo coloniale della Confraternita degli Assassini. È anche il capitano del brigantino noto come Morrigan.
- Haytham Kenway: gran maestro dell'Ordine dei Templari nelle colonie del Nord America durante la guerra dei sette anni, è il figlio di Edward Kenway, un tempo pirata e membro degli Assassini.
- Christopher Gist: noto esploratore britannico, segretamente è anche un membro dell'Ordine dei Templari, nonché il quartiermastro della Morrigan, la nave del confratello Shay Cormac.
- Lawrence Washington: ufficiale dell'armata britannica, governatore della Virginia e, in segreto, Maestro dell'Ordine dei Templari nelle colonie britanniche. È anche il fratello maggiore di George Washington, futuro primo presidente degli Stati Uniti d'America.
- Violet da Costa: agente della Divisione Operazioni delle Abstergo Industries ed un membro dell'Ordine dei Templari.
- Juhani Otso Berg: membro delle forze speciali dell'esercito finlandese e, dal 2012, un agente della Divisione Operazioni di Abstergo Industries.
- George Monro: colonnello dell'armata britannica durante la guerra dei sette anni nonché membro dell'Ordine dei Templari.
- James Wardrop: commerciante, politico e un membro del rito britannico dell'Ordine dei Templari negli anni precedenti alla guerra dei sette anni.
- Samuel Smith: membro dell'Ordine dei Templari, operante nelle colonie inglesi nella seconda metà del XVIII secolo.

### Assassini
- Achille Davenport: maestro Assassino e mentore degli Assassini americani durante la guerra franco-indiana. Tra gli altri, ha reclutato Shay Patrick Cormac, Liam O'Brien, Hope Jensen e Kesegowaase.
- Hope Jensen: criminale americana ed un membro del ramo coloniale dell'Ordine degli Assassini. Reclutata dal Mentore Achille Davenport, è il capo del crimine organizzato che operava a New York City.
- Kesegowaase: mercenario nativo americano appartenente alla tribù dei Wolastoqiyik, nonché un membro del ramo coloniale dell'Ordine degli Assassini, reclutato dal Mentore Achille Davenport.
- Liam O'Brien: membro del ramo coloniale dell'Ordine degli Assassini attivo durante la guerra dei sette anni. Addestrato sotto la guida del Mentore Achille Davenport, introdusse nella Confraternita anche il suo amico di infanzia Shay Cormac.
- Pierre Gaultier de Varennes de la Vérendrye: pioniere franco-canadese vissuto nelle colonie britanniche durante la guerra dei sette anni, è anche un nobile del Québec e un membro del ramo coloniale dell'Ordine degli Assassini.
- Adéwalé: membro degli Assassini americani. È stato il primo ufficiale di bordo della Jackdaw, il vascello pirata capitanato dal confratello Edward Kenway.
- Charles Dorian: nobile francese nonché membro del ramo francese dell'Ordine degli Assassini. È il padre di Arno Victor Dorian.

### Altri
- Le Chasseur: spia francese operante a New York e nel Nord Atlantico durante la guerra dei sette anni, fu anche un alleato degli Assassini coloniali.
- James Cook: esploratore e cartografo britannico, nonché il capitano del HMS Pembroke, a sua insaputa collaborò più volte con l'Ordine dei Templari durante la guerra dei sette anni.
- Barry Finnegan: uomo di origini irlandesi che visse a New York insieme a sua moglie Cassidy Finnegan.
- Cassidy Finnegan: donna di origini irlandesi che visse a New York insieme a suo marito Barry Finnegan.

## Sviluppo
A marzo 2014, è stato rivelato che un gioco di Assassin's Creed con il nome in codice "Comet" era in fase di sviluppo, previsto per l'uscita su PlayStation 3 e Xbox 360. Entro la fine del mese, rapporti aggiuntivi indicavano che "Comet" sarebbe stato ambientato intorno al 1758 a New York, così come la funzione di navigazione sull'Oceano Atlantico. Il gioco sarebbe un sequel diretto di Assassin's Creed IV: Black Flag e conterrebbe un Templare di nome Shay come protagonista. Anche Haytham Kenway di Assassin's Creed III e Adéwalé di Black Flag sarebbero apparsi.
Il gioco è stato annunciato ufficialmente il 5 agosto 2014, a seguito di una fuga di notizie. Il direttore del gioco Martin Capel ha descritto il gioco come il completamento della "saga nordamericana" della serie e che il gioco è stato progettato per soddisfare le richieste specifiche dei fan, come assumere il ruolo di un Templare. Il gioco ha lo scopo di "colmare le lacune" della storia tra Assassin's Creed III e Assassin's Creed IV: Black Flag e ha "un collegamento cruciale" con gli eventi dei giochi precedenti. Oltre al lavoro di Ubisoft Sofia sul gioco, i contributi sono stati forniti anche dagli studi Ubisoft di Singapore, Montreal, Quebec, Chengdu, Milano e Bucarest. Ubisoft ha anche affermato che il gioco era stato concepito senza componenti multiplayer "in questa fase", ma non ha escluso l'aggiunta di alcuna modalità dopo il lancio del gioco.

## Edizione limitata
La Collector's Edition contiene, oltre al gioco base, due missioni aggiuntive per il giocatore singolo, un case cartonato da collezione, un artbook, la colonna sonora originale e tre litografie del gioco.

## Rimasterizzazione
Il 20 marzo 2018 una versione rimasterizzata del gioco intitolata Assassin's Creed: Rogue Remastered è stata pubblicata per PlayStation 4 e Xbox One, mentre il 6 dicembre 2019 è stata pubblicata l'edizione per Nintendo Switch dal titolo Assassin's Creed: The Rebel Collection, che include anche Assassin's Creed IV: Black Flag.

## Accoglienza

### Critica
Assassin's Creed: Rogue ha ricevuto recensioni principalmente miste. Su Metacritic le versioni per PlayStation 3 e Xbox 360 hanno ottenuto un punteggio di 72/100 quella per PC 74/100, mentre quella per PlayStation 4 e Xbox One 71/100.
Ray Carsilo di Electronic Gaming Monthly diede al gioco un voto di 8.5 su 10, lodando il suo interesse per il personaggio protagonista, ritenendo inoltre che la storia sia molto divertente, anche grazie alle aggiunte di nuove armi, un nuovo design per le missioni che richiede ai giocatori di evitare gli omicidi rispetto agli altri titoli della saga, oltre a ciò offre nuove meccaniche di combattimento avanzate e migliorate. Tuttavia evidenzia i bug frequenti durante la sessione, la mancanza di rigiocabilità e la mancanza di una modalità Multiplayer. Conclude dicendo che "Rogue è un'esperienza più che piacevole di quanto si aspettasse, si fa molto sentire sul franchise e ci fornisce dettagli sulla saga".
Daniel Krupa di IGN ha dato al gioco un punteggio di 6.8 su 10. Ha elogiato la storia avvincente, il personaggio principale, lo scenario, ma ha criticato la mancanza di abilità dei Templari, gli incontri con altri personaggi principali, le missioni secondarie non ispirate, nonché il frustrante sistema di combattimento, che non ha mostrato segni di miglioramento. Ha anche criticato Rogue per non aver incoraggiato il giocatore a esplorare il mondo. Mark Walton di GameSpot ha dato al gioco un 6/10, criticando la storia prevedibile, il personaggio principale sgradevole, la mancanza di missioni interessanti, oltre ad essere scarso sul contenuto di base. Ha affermato che il gioco sembra un glorificato pacchetto DLC di Black Flag e non ha fatto nulla per far andare avanti il franchise.

### Vendite
Al 31 dicembre 2014, Ubisoft aveva venduto un totale di 10 milioni di copie di Assassin's Creed: Unity e Assassin's Creed: Rogue.

## Sequel
Nello stesso anno di uscita di Assassin's Creed: Rogue è stato pubblicato in contemporanea il suo diretto sequel chiamato Assassin's Creed: Unity.